# In te
In te è il secondo album in studio del cantante italiano Nek, pubblicato nel 1993 dalla Fonit Cetra.

## Descrizione
È il disco che avvicina il cantante ad un pubblico più ampio. Partecipa infatti al Festival di Sanremo 1993 con il brano omonimo, oltre che come autore per Mietta con Figli di chi.
In questo album prende il via la lunga collaborazione tra il cantante Nek e il paroliere romano Antonello De Sanctis, che durerà fino al 2009.

## Tracce
1. Uomo con te – 5:13 (testo: Antonello De Sanctis – musica: Giuseppe Isgrò, Nek)
2. Il muro di Berlino c'è – 4:43 (testo: Antonello De Sanctis – musica: Giuseppe Isgrò, Nek)
3. In te – 4:49 (testo: Antonello De Sanctis – musica: Giuseppe Isgrò, Nek)
4. 2 come noi – 5:05 (testo: Fabrizio Urzino – musica: Giuseppe Isgrò, Nek, Massimo Varini)
5. Jane – 2:35 (Nek)
6. Amami – 3:52 (testo: Antonio Verrascina – musica: Nek, Massimo Varini)
7. Figli di chi – 4:20 (testo: Antonello De Sanctis, Mietta – musica: Giuseppe Isgrò, Nek)
8. Rimani qui – 4:35 (testo: Mario Neri – musica: Giuseppe Isgrò, Nek)
9. Amico mio – 4:46 (testo: Nek – musica: Giuseppe Isgrò, Nek)

## Formazione
- Nek – voce, chitarra, cori
- Ricky Portera – chitarra
- Massimo Varini – chitarra, cori
- Massimo Sutera – basso
- Giuseppe Isgrò – tastiera
- Ermanna Bacciglieri, Serenella Occhipinti – cori